# Pohár UEFA 1979/1980
Sezóna 1979/80 Poháru UEFA byla 22. ročníkem tohoto poháru a zároveň devátým pod tímto názvem. Vítězem se stal tým Eintracht Frankfurt.

## První kolo
| Domácí v 1. zápase       | Celkem | Hosté v 1. zápase        | 1. zápas | 2. zápas    |
| ------------------------ | ------ | ------------------------ | -------- | ----------- |
| TJ Zbrojovka Brno        | 7–1    | Esbjerg fB               | 6–0      | 1–1         |
| Aarhus GF                | 2–1    | Stal Mielec              | 1–1      | 1–0         |
| Aberdeen FC              | 1–2    | Eintracht Frankfurt      | 1–1      | 0–1         |
| Aris Thessaloniki        | 4–3    | SL Benfica               | 3–1      | 1–2         |
| Atlético Madrid          | 1–5    | Dynamo Drážďany          | 1–2      | 0–3         |
| Borussia Mönchengladbach | 4–1    | Viking FK                | 3–0      | 1–1         |
| FC Dinamo București      | 12–0   | Alki Larnaka FC          | 3–0      | 9–0         |
| Dundee United FC         | (v)1–1 | RSC Anderlecht           | 0–0      | 1–1         |
| FC Bohemians Praha       | 2–4    | FC Bayern Mnichov        | 0–2      | 2–2         |
| FC Carl Zeiss Jena       | 4–1    | West Bromwich Albion FC  | 2–0      | 2–1         |
| FK Dynamo Kyjev          | 3–2    | PFK CSKA Sofia           | 2–1      | 1–1         |
| FC Progrès Niedercorn    | 0–6    | Grasshopper Club Zürich  | 0–2      | 0–4         |
| FK Šachtar Doněck        | 2–3    | AS Monaco FC             | 2–1      | 0–2         |
| Feyenoord Rotterdam      | 2–0    | Everton FC               | 1–0      | 1–0         |
| FC Zürich                | 2–8    | 1. FC Kaiserslautern     | 1–3      | 1–5         |
| Galatasaray SK           | 1–3    | FK Crvena zvezda         | 0–0      | 1–3         |
| Glenavon FC              | 0–2    | Standard Liège           | 0–1      | 0–1         |
| FC Internazionale Milano | 3–2    | Real Sociedad            | 3–0      | 0–2         |
| Kalmar FF                | 2–2(v) | Keflavík                 | 2–1      | 0–1         |
| KPT Kuopio               | 1–4    | Malmö FF                 | 1–2      | 0–2         |
| SSC Neapol               | 2–1    | Olympiakos Pireus        | 2–0      | 0–1         |
| Orduspor                 | 2–6    | FC Baník Ostrava         | 2–0      | 0–6         |
| Perugia                  | 1–0    | Dinamo Záhřeb            | 1–0      | 0–0         |
| Lokomotiv Sofia          | 3–2    | Ferencvárosi TC          | 3–0      | 0–2         |
| SK Rapid Wien            | 2–4    | Diósgyőri VTK Miskolc    | 0–1      | 2–3         |
| Skeid Fotball            | 1–10   | Ipswich Town FC          | 1–3      | 0–7         |
| Sporting CP              | 2–0    | Bohemian FC              | 2–0      | 0–0         |
| Sporting de Gijón        | 0–1    | PSV Eindhoven            | 0–0      | 0–1         |
| Valletta FC              | 0–7    | Leeds United FC          | 0–4      | 0–3         |
| Stuttgart                | (v)2–2 | Turín FC                 | 1–0      | 1–2(prodl.) |
| Widzew Łódź              | 2–4    | AS Saint-Étienne         | 2–1      | 0–3         |
| Wiener Sport-Club        | 1–3    | FC Universitatea Craiova | 0–0      | 1–3         |

## Druhé kolo
| Domácí v 1. zápase       | Celkem | Hosté v 1. zápase        | 1. zápas | 2. zápas    |
| ------------------------ | ------ | ------------------------ | -------- | ----------- |
| TJ Zbrojovka Brno        | 5–2    | Keflavík                 | 3–1      | 2–1         |
| Aarhus GF                | 2–5    | FC Bayern Mnichov        | 1–2      | 1–3         |
| Aris Thessaloniki        | 4–1    | Perugia                  | 1–1      | 3–0         |
| Borussia Mönchengladbach | 4–3    | FC Internazionale Milano | 1–1      | 3–2(prodl.) |
| FC Dinamo București      | 2–3    | Eintracht Frankfurt      | 2–0      | 0–3(prodl.) |
| Dundee United FC         | 1–4    | Diósgyőri VTK Miskolc    | 0–1      | 1–3         |
| Dynamo Drážďany          | 1–1(v) | Stuttgart                | 1–1      | 0–0         |
| FC Baník Ostrava         | 1–2    | FK Dynamo Kyjev          | 1–0      | 0–2         |
| FC Universitatea Craiova | 4–0    | Leeds United FC          | 2–0      | 2–0         |
| Feyenoord Rotterdam      | 5–1    | Malmö FF                 | 4–0      | 1–1         |
| Grasshopper Club Zürich  | (v)1–1 | Ipswich Town FC          | 0–0      | 1–1         |
| Lokomotiv Sofia          | 5–4    | AS Monaco FC             | 4–2      | 1–2         |
| PSV Eindhoven            | 2–6    | AS Saint-Étienne         | 2–0      | 0–6         |
| FK Crvena zvezda         | 6–4    | FC Carl Zeiss Jena       | 3–2      | 3–2         |
| Sporting CP              | 1–3    | 1. FC Kaiserslautern     | 1–1      | 0–2         |
| Standard Liège           | 3–2    | SSC Neapol               | 2–1      | 1–1         |

## Třetí kolo
| Domácí v 1. zápase       | Celkem | Hosté v 1. zápase        | 1. zápas | 2. zápas |
| ------------------------ | ------ | ------------------------ | -------- | -------- |
| AS Saint-Étienne         | 7–4    | Aris Thessaloniki        | 4–1      | 3–3      |
| FC Bayern Mnichov        | 4–3    | FK Crvena zvezda         | 2–0      | 2–3      |
| Borussia Mönchengladbach | 2–1    | FC Universitatea Craiova | 2–0      | 0–1      |
| Diósgyőri VTK Miskolc    | 1–8    | 1. FC Kaiserslautern     | 0–2      | 1–6      |
| Eintracht Frankfurt      | 4–2    | Feyenoord Rotterdam      | 4–1      | 0–1      |
| Grasshopper Club Zürich  | 0–5    | Stuttgart                | 0–2      | 0–3      |
| Lokomotiv Sofia          | (v)2–2 | FK Dynamo Kyjev          | 1–0      | 1–2      |
| Standard Liège           | 3–5    | TJ Zbrojovka Brno        | 1–2      | 2–3      |

## Čtvrtfinále
| Domácí v 1. zápase   | Celkem | Hosté v 1. zápase        | 1. zápas | 2. zápas |
| -------------------- | ------ | ------------------------ | -------- | -------- |
| 1. FC Kaiserslautern | 2–4    | FC Bayern Mnichov        | 1–0      | 1–4      |
| AS Saint-Étienne     | 1–6    | Borussia Mönchengladbach | 1–4      | 0–2      |
| Eintracht Frankfurt  | 6–4    | TJ Zbrojovka Brno        | 4–1      | 2–3      |
| Stuttgart            | 4–1    | Lokomotiv Sofia          | 3–1      | 1–0      |

## Semifinále
| Domácí v 1. zápase | Celkem | Hosté v 1. zápase        | 1. zápas | 2. zápas    |
| ------------------ | ------ | ------------------------ | -------- | ----------- |
| FC Bayern Mnichov  | 3–5    | Eintracht Frankfurt      | 2–0      | 1–5(prodl.) |
| Stuttgart          | 2–3    | Borussia Mönchengladbach | 2–1      | 0–2         |

## Finále
| Domácí v 1. zápase       | Celkem | Hosté v 1. zápase   | 1. zápas | 2. zápas |
| ------------------------ | ------ | ------------------- | -------- | -------- |
| Borussia Mönchengladbach | 3–3(v) | Eintracht Frankfurt | 3–2      | 0–1      |

## Vítěz
| Pohár UEFA 1979/80 Eintracht Frankfurt Jürgen Pahl, Willi Neuberger, Bruno Pezzey, Karl-Heinz Körbel, Horst Ehrmantraut, Werner Lorant, Ronald Borchers, Bernd Nickel, Bernd Hölzenbein , Harald Karger, Čcha Bom-kun, Norbert Nachtweih, Wolfgang Trapp, Fred Schaub Trenér: Friedel Rausch |